# Новоєлизаветівка (Каховський район)
Новоєлизаве́тівка — село в Україні, у Горностаївській селищній громаді Каховського району Херсонської області. Населення становить 220 осіб. Клуб. Бібліотека.

## Історія
У лютому 2022 року село тимчасово окуповане російськими військами під час російсько-української війни.

## Населення
Згідно з переписом УРСР 1989 року чисельність наявного населення села становила 213 осіб, з яких 96 чоловіків та 117 жінок.
За переписом населення України 2001 року в селі мешкало 217 осіб.

### Мова
Розподіл населення за рідною мовою за даними перепису 2001 року:
| Мова       | Відсоток |
| ---------- | -------- |
| українська | 88,18 %  |
| російська  | 10,45 %  |
| молдовська | 0,45 %   |
| інші       | 0,92 %   |